# Giuliana Saladino
Giuliana Saladino (Palermo, 16 dicembre 1925 – Palermo, 15 marzo 1999) è stata una giornalista e politica italiana.

## Biografia
Nata in una famiglia nobile palermitana, a diciotto anni si iscrisse al PCI. Negli anni di militanza conobbe Marcello Cimino, che sposò. Si allontanò dal partito dopo i fatti d'Ungheria del 1956.
Cominciò a lavorare al quotidiano L'Ora nel 1957. Divenne nota per le sue inchieste sulla condizione femminile in Sicilia, sulla mafia, sugli emigrati, sul terremoto del Belice.
Fu autrice di diversi libri su questi argomenti, tra cui De Mauro. Una cronaca palermitana (1972), ripubblicato successivamente con il titolo Romanzo politico. De Mauro, una cronaca italiana (2015); Essere donna in Sicilia (1976); Terra di rapina (1977); Romanzo civile (uscito postumo nel 2000).
Dopo anni di lontananza dalla politica attiva, si impegnò con Leoluca Orlando per le vittoriose elezioni comunali 1993. Accettò di ricoprire l'incarico di assessore alla cultura, ma si dimise dopo pochi mesi.
È morta il 15 marzo 1999 all'età di 73 anni a causa di un tumore.
Nel 2013, su iniziativa del dirigente scolastico Giusto Catania, le è stata intitolata una istituzione scolastica a Palermo.